# Drei plus Drei
Unter dem Namen Drei plus Drei oder auch Nordischer Block haben sich die drei skandinavischen Länder Dänemark, Finnland und Schweden sowie die drei baltischen Staaten Estland, Lettland und Litauen bereits 2003 zu einer Kontaktgruppe zusammengeschlossen.
Sie wollen sich bei regelmäßigen Treffen kurz vor den EU-Gipfeln abstimmen um ihre gemeinsamen Interessen besser durchsetzen zu können.